# Every Little Thing (Eric-Clapton-Lied)
Every Little Thing ist ein Pop-Rock-Song, der von Doyle Bramhall II, Nikka Costa und Justin Stanley geschrieben und 2013 auf Eric Claptons Studioalbum Old Sock sowie als Single veröffentlicht wurde.
Clapton erklärte im Interview für Old Sock, dass die Songschreiber den Titel für einen Clapton-Auftritt vor seiner Familie verfassten. Der Song handelt von Claptons Familie. Er bezeichnete den Song als „wunderschön“, vermerkte jedoch, dass er niemals so etwas schreiben würde.

## Rezeption und Charterfolg
Musikkritiker Hal Horowitz von americansongwriter.com lobte die neuen Titel Gotta Get Over und Every Little Thing. Stephen Thomas Erlewine der Musikwebsite Allmusic bezeichnet den Song als ein „schönes Reggae-Stück“ und lobte Claptons Idee, seine Kinder auf dem Stück singen zu lassen. Die Singleauskopplung erreichte Platz 26 der Billboard Adult Contemporary Chart und verblieb sieben Wochen in diesen.